# Astra S.p.A.
Astra (Anonima Sarda Trasporti) je italijanski proizvajalec različnih vrst vozil: tovornjaki, kiperji, težka transportna vozila, ter gasilna in vojaška vozila. Podjetje je bilo ustanovljeno leta 1946 v kraju Cagliari na Sardiniji. V letih 1946−1986 je bilo podjetje v lsti družine Bertuzzi Piacenza. Od leta 1986 naprej je Astra del Iveca, ki je sam del CNH Industrial.